# しゅうてれ
『しゅうてれ』は、広島市内のCATV2局で放送されている毎月15分のテレビ番組。1998年4月放送開始。
SBS（広島修道大学放送研究会）が企画・制作しており、スタッフも全て学生、使用している機材も自らが全て所有している。「しゅうてれ」という番組名は「修道大学のテレビ」という言葉からきている。2006年8月に100回を迎え、生放送を行った。
学生がテレビ番組を制作しているのは全国的に見てもめずらしく、例として他に筑波大学筑波放送協会が制作しているテレビ番組「P-CUBE」がある。

## 放送局
2010年1月から
インターネット放送局「しゃもジカテレビ」にて世界配信。
2009年12月まで
2009年12月までは2つの局で広島市内、及び廿日市市の一部、府中町、海田町をカバーしている。
2005年10月1日にふれあいチャンネルは中国ケーブルビジョンと合併し、廿日市市でも放送開始。2006年3月10日には安芸ケーブルテレビと合併し、安芸区、海田町でも放送開始。2006年4月1日に広島シティケーブルテレビが広島ケーブルビジョンと合併し、ひろしまケーブルテレビとなる。
- ふれあいチャンネル
  - 中央支局（旧CCV（中国ケーブルビジョン））
  - 安佐北支局
  - 西部支局（旧チャンネルU（ケーブルシティ22））
  - 安芸支局（旧安芸ケーブルテレビ（actv））
- ひろしまケーブルテレビ（HICAT）
  - 本局（旧広島シティケーブルテレビ（HICAT））
  - 安佐南支局（旧広島ケーブルビジョン（HBS））

## 番組の歴史
- 1998年4月-広島修道大学の学生制作番組としてCCV（現ふれあいチャンネル）でスタート
- 2002年4月-Vol.49 『桜の花が開く瞬間をカメラに収めよう！』の番組制作の模様が中国新聞に掲載
- 2003年3月-Vol.60 『KEIDORO』よりふれあいチャンネル（現・ふれあいチャンネル安佐北支局）とチャンネルU（ケーブルシティ22）（現・ふれあいチャンネル西部支局）で拡大放送開始
- 2003年5月-Vol.62 『宮島の隠れた名所を探せ！』より広島ケーブルビジョン（現・ひろしまケーブルテレビ本部）と広島ケーブルビジョン（現・ひろしまケーブルテレビ安佐南支局）で放送開始
- 2005年5月-しゅうてれが2004年度広島修道大学学長奨励賞を受賞
- 2006年8月-Vol.100　『しゅうてれ生たまご』にて初の生放送を実施
- 2010年1月-2010年から従来のケーブルテレビでの放送をやめ、インターネットテレビ「しゃもジカテレビ」にて月２回配信となる。

## 番組内容
決まった企画はなく、また決まった司会も存在しておらず、毎回毎回全く違った番組内容を展開するという特徴がある。15分の番組の間にCMは一切入らない。また、過去にCMが入ったことは1度もない。ジャンルはバラエティーやドキュメンタリー、ノンジャンル等。番組開始当初はいくつかのコーナーで番組が構成されることが多かったが、2002年後期から1つの企画で番組を構成する傾向が強くなった。1990年代は「修大両生類」に代表される実験的な企画が多く、また内輪的な内容が多かった。「学生が学生のために作るバラエティ色の強い番組」と言える。2000年に入り、「多聞院「本尊毘沙門天大祭」リポート」に代表される社会的な企画が多くなる。この時期から、「学生の視点による地域初の全世代向けの番組」へと転換している。近年では原点回帰の兆しを見せながらも、いい意味で前者と後者の番組内容を踏襲している。

## 制作体制
番組開始当初はVHSでの納品で、画質劣化は免れなかった。毎月30分の番組であったが、スタッフの学業や他部門との調整が困難となり、15分に変更された。現在はノンリニア編集。ちなみに初のノンリニア編集作品は2001年8月の「演劇部夏公演ドキュメント」である。2002年8月まではリニアとノンリニアが混在していたが、2002年9月「広島のストリートミュージシャン」からは全てノンリニアで編集されており、DVCAMでの納品である。

## 過去のゲスト
- ビバッチェ
- 大松しんじ
- いちばん星
- FreeFace
- Mebius

## 過去の取材先
- 広島県立高陽東高等学校応援団
- 広島電車ライブ＆フォーラム
- 多聞院
- サンフレッチェ広島

## 過去の作品
- 2006年
  - 8月 Vol.100　『しゅうてれ生たまご』
  - 7月 Vol.99.5　『しゅうてれ総集編』
  - 6月 Vol.99　『GOLI★STYLE』
  - 5月 Vol.98　『外来魚をやっつけろ 〜Catch and Cooking〜』
  - 4月 Vol.97　『赤い糸 〜2人は出会えるのか〜』
  - 3月 Vol.96　『方言クイズ え?なんて言ってんの?』　
  - 2月 Vol.95　『ありがとう』
  - 1月 Vol.94　『留学生のクリスマス事情』

- 2005年
  - 12月 Vol.93 『因縁対決 酒井VS大田』
  - 11月 Vol.92 『子供の遊びを紹介＆対決』
  - 10月 Vol.91 『ワッキーのリベンジ』
  - 9月 Vol.90 『〜就職を考える〜』
  - 8月 Vol.89 『真剣修大だべり場』
  - 7月 Vol.88 『食べさせ仮面の夏』
  - 6月 Vol.87 『ゆかたを作ってとうかさんに行こう!!』
  - 5月 Vol.86 『この写真はどこだ!?修大探検ゲーム!』
  - 4月 Vol.85 『春を求めて〜岩国ふたり旅〜』
  - 3月 Vol.84 『ドッキリ企画!』
  - 2月 Vol.83 『映画ロケ地&早食いの旅』
  - 1月 Vol.82 『バレンタイン応援企画☆チョコっと料理しちゃいましょう!』

- 2004年
  - 12月 Vol.81 『広島カップルのデートコース in Winter』
  - 11月 Vol.80 『神楽×親子』
  - 10月 Vol.79 『アスト沿線撮り歩き』
  - 9月 Vol.78 『料理だ』
  - 8月 Vol.77 『高陽高校応援団の夏』
  - 7月 Vol.76 『夏の夜の夢』
  - 6月 Vol.75 『恩師に会いたい』
  - 5月 Vol.74 『自分だけの道』
  - 4月 Vol.73 『新入生応援企画!&イチゴ狩り』
  - 3月 Vol.72 『男たちの決意』
  - 2月 Vol.71 『一人暮らし料理対決』
  - 1月 Vol.70 『広島を盛り上げろ!』

- 2003年
  - 12月 Vol.69 『今しか味わえないこと 〜軽音楽部・幹部交代式を終えて…〜』
  - 11月 Vol.68 『一人暮らしクイズツアー』
  - 10月 Vol.67 『1．模型は宮島に辿り着くか!? 2．夜の修大案内 3．大学生アンケート』
  - 9月 Vol.66 『1．梨狩り＆梨料理 2．ワッキーのお金拾い』
  - 8月 Vol.65 『奥備後地方秘蔵の伝統料理を求めて』
  - 7月 Vol.64 『犬との生活、楽しもう』
  - 6月 Vol.63 『PROJECT MAY』
  - 5月 Vol.62 『宮島の隠れた名所を探せ！』
  - 4月 Vol.61 『大学生の本音（放送研究会制作映画「ウォーターボーイズ」）』
  - 3月 Vol.60 『KEIDORO』
  - 2月 Vol.59 『まよてれの裏側!!』
  - 1月 Vol.58 『呉・おいしいモノ巡り』

- 2002年
  - 12月 Vol.57 『マンドリン部第38回定期演奏会ドキュメント』
  - 11月 Vol.56 『修道大学大学祭』
  - 10月 Vol.55 『1．修道高校体育祭 2．しゅうねこ』
  - 9月 Vol.54 『広島のストリートミュージシャン』
  - 8月 Vol.53 『しゅうねこ救出大作戦』
  - 7月 Vol.52 『1．Culuture Jam 2．ダムの風景 3．修大の掃除人』
  - 6月 Vol.51 『第1回Culuture Jamオープニング映像はこうして生まれた』
  - 5月 Vol.50 『大学生の実態調査』
  - 4月 Vol.49 『桜の花が開く瞬間をカメラに収めよう!』
  - 3月 Vol.48 『岩国ツアー』
  - 2月 Vol.47 『多聞院「本尊毘沙門天大祭」リポート』
  - 1月 Vol.46 『1．献血リポート 2．バレンタイン特集』

- 2001年
  - 12月 Vol.45 『吹奏 グランドゴルフ』
  - 11月 Vol.44 『大祭ドキュメント』
  - 10月 Vol.43 『フリマリポート 演劇部冬公演予告』
  - 9月 Vol.42 『お父さんのためのカメラ講座 こんな時あなたはどうしますか?』
  - 8月 Vol.41 『演劇部夏公演ドキュメント』
  - 7月 Vol.40 『学校紹介 大祭予告』
  - 6月 Vol.39 『七夕特集 春の文化祭典報告』
  - 5月 Vol.38 『プレゼント フォー ユアファザー 春を食す』
  - 4月 Vol.37 『がんばれ!新入生!! クラブ紹介』
  - 3月 Vol.36 『GET A CHANCE!』
  - 2月 Vol.35 『ビバッチェ特集』
  - 1月 Vol.34 『2001年ディンディ＆ダンダンの初詣 新春羽根突き大会 今年の抱負を一文字書こう オトナの常識成人クイズ』

- 2000年
  - 12月 Vol.33 『ステレオコンサート特集』
  - 11月 Vol.32 『大祭特集』
  - 10月 Vol.31 『やっちゃんが行く 裏・サザエさん 秋のグルメ特集 大祭特集 ステコン日誌　ファイトサークル Shall we dance?』
  - 9月 Vol.30 ※不明
  - 8月 Vol.29 『けいじママのきよしだって朝寝坊した〜い』
  - 7月 Vol.28 『よいこ?のうた NMK なんでもランキング 夏夏夏夏ココナッツ編 003，5 －　003，5は半殺しの番号 生い立ち あの頃の思い出』
  - 6月 Vol.27 『修大両生類 かえる 私の風景 KNOW KNOW ひろしま』
  - 5月 Vol.26 『新入生紹介 メット戦隊!しゅうてレンジャー ザ・ベスト5』
  - 4月 Vol.25 『緊急企画!!春はお花見だっちゅーの 祝 サークルガイダンス』
  - 3月 Vol.24 『オープニング特集 しゅうてれスタッフが選ぶ心に残る一作 野球予想』
  - 2月 Vol.23 『探検ひろしまの街 修大合格発表』
  - 1月 Vol.22 ※不明

- 1999年
  - 12月 Vol.21 『あなたの知らない秘密の花園 なんでもランキング イルミネーション編』
  - 11月 Vol.20 『なんでもランキング 済 帝王生誕20周年記念 SBS!30分クッキング 修大ゴルフコンペ 前夜祭特集』
  - 10月 Vol.19 『宮島拉致の旅』
  - 9月 Vol.18 『十代最後の夜 ―Last Teens Day― 修大祭情報』
  - 8月 Vol.17 『カキ氷 10時だS! 演劇部夏公演』
  - 7月 Vol.16 ※不明
  - 6月 Vol.15 『新入生紹介 火おこし大会』
  - 5月 Vol.14 『ザ☆お国自慢 SSS（修大シークレットサービス）リターンズ』
  - 4月 Vol.13 ※不明
  - 3月 Vol.12 『谷原 TANIHARA　花粉症講座 広島横断 幼稚園の旅』
  - 2月 Vol.11 『ドラマ メイキングパロディー』
  - 1月 Vol.10 『THE・強運PEOPLE! 広島工業大学ステコン えびちゃん天使のバレンタインCOOKING』

- 1998年
  - 12月 Vol.9 『お年玉争奪 三本勝負! アザラシ 修大記念（GI）』
  - 11月 Vol.8 『大祭特集 女学院大学大学祭特集 サークル紹介』
  - 10月 Vol.7 『BROTHER POLICE 昔の遊び 秋の定演リポート 修大昆虫記 修大祭市中行進　修大祭情報』
  - 9月 Vol.6 『身近な法律相談』
  - 8月 Vol.5 『夏ナツ連想ゲーム 缶の旅 なぜ?なに?相談室 大祭日記 納涼 そうめんバトル　修大百選』
  - 7月 Vol.4 『修大顔みせコンサート THE 視点 大祭日記 はたらく人 修大百選 春祭』
  - 6月 Vol.3 『修大しりとり 大祭日記 修大百選 SSS（修大シークレットサービス）』
  - 5月 Vol.2 『大ちゃんと遊ぼう 修大しりとり 修大百選 大祭日記』
  - 4月 Vol.1 『修大リサーチ 修大百選 修大しりとり 修大動物園』